# Holboellia
Holboellia é um género botânico pertencente à família Lardizabalaceae.

## Espécies
- Holboellia acuminata
- Holboellia angustifolia
- Holboellia apetala
- Holboellia brachyandra
- Holboellia brevipes
- Holboellia chapaensis
- Holboellia chinensis

1. ↑  «Holboellia — World Flora Online». www.worldfloraonline.org. Consultado em 19 de agosto de 2020